# Dominic Solanke
Dominic Ayodele Solanke-Mitchell (* 14. September 1997 in Basingstoke) ist ein englischer Fußballspieler nigerianischer Abstammung, der seit 2024 bei Tottenham Hotspur unter Vertrag steht.

## Karriere

### Verein
Der 1,82 Meter große Stürmer wurde als Sohn eines nigerianischen Vaters und einer englischen Mutter in Basingstoke geboren und begann seine Karriere 2004 beim Jugendverein FC Chelsea. Während der Saison 2013/14 absolvierte er 25 Ligaspiele und schoss 20 Tore für das Reserveteam des Vereines.
Am 18. Oktober 2014, während der Verletzungspause von Diego Costa, wurde Solanke in den Kader für das Spiel gegen Crystal Palace nominiert, welches der Verein jedoch verlor. In der gleichen Woche, am 21. Oktober, gab er sein Debüt in der UEFA Champions League. Beim 6:0-Sieg gegen den slowenischen Verein NK Maribor, in der UEFA Champions League, wurde er in der 73. Minute eingesetzt. Er ist damit der jüngste Champions-League-Spieler in der Geschichte des Vereines.
Im August 2015 wurde Solanke für die gesamte Saison an den niederländischen Verein Vitesse Arnheim verliehen. Dort kam er zu insgesamt 25 Einsätzen, 21 Mal stand er dabei in der Startelf. In dieser Zeit erzielte Solanke sieben Tore und bereitete ein Tor vor.
Nach der Saison kehrte Solanke zum FC Chelsea zurück, um sich dort in die erste Mannschaft zu spielen. Dies gelang dem Stürmer jedoch nicht, so wurde er in der Premier League nur ein Mal für den Kader nominiert, zwei weitere Aufgebote für die erste Mannschaft folgten im EFL Cup. Trotz drei Aufgeboten kam er zu keinem einzigen Einsatz.
In der Premier League 2 kam Solanke in der Saison 2016/17 zu fünf Einsätzen. Dabei erzielte der Stürmer zwei Tore.
Am 30. Mai 2017 wurde bekannt, dass Solanke zu Beginn der Saison 2017/18 zum FC Liverpool wechseln wird.
Nach 21 Premier-League-Einsätzen für die Reds wechselte Solanke Anfang Januar 2019 für eine Ablösegebühr von 21,2 Millionen Euro zum Ligakonkurrenten AFC Bournemouth. Mit seiner neuen Mannschaft stieg er am Saisonende als Drittletzter aus der Premier League 2019/20 ab. In der EFL Championship 2020/21 gehörte er mit fünfzehn Treffern zu den zehn besten Torschützen der zweiten Liga, verpasste aber mit seinem Team den direkten Wiederaufstieg in die Premier League. Dieser gelang Bournemouth in der Saison 2021/22 mit dem Gewinn der Vize-Meisterschaft. Solanke steigerte zudem seine Torausbeute auf 29 Treffer und wurde damit zweitbester Torschütze der Liga nach Aleksandar Mitrović.
Im August 2024 wechselte er zu Tottenham Hotspur.

### Nationalmannschaft
Im November 2017 debütierte Solanke in einem Freundschaftsspiel gegen Brasilien in der englischen A-Nationalmannschaft.

## Titel und Ehrungen

### Nationalmannschaft
Jugend
- U-20-Weltmeister: 2017
- U-17-Europameister: 2014
- Victory Shield (U-16): 2012

### Verein
Tottenham Hotspur
- Europa-League-Sieger: 2025

FC Chelsea
- UEFA Youth League: 2014/15
- FA Youth Cup (2): 2013/14, 2014/15

### Persönliche Ehrungen
- Englands Jugendspieler des Jahres: 2014
- Torschützenkönig der UEFA Youth League: 2014/15
- Goldener Ball der U-20-Fußball-Weltmeisterschaft 2017
- Torschützenkönig der U-17-Fußball-Europameisterschaft 2014
- Premier League Player of the Month: Dezember 2023